# Мис Фарвель (Гренландія)
Фарвель або Уманарссуак (Уумманнарсуак) (гренл. Uummannarsuaq; дан. Kap Farvel) — мис на південному березі острова Еггер, архіпелаг мису Фарвель, Гренландія. Є найпівденнішою точкою Гренландії.
Є скелею заввишки до 800 м. З 2009 року адміністративно належить до муніципалітету Куяллек.
Географічна широта (59° 46' пн. ш.) приблизно відповідає таким містам, як Осло, Санкт-Петербург і Магадан.
Мис також відомий тим, що в ході Другої світової війни поблизу нього затонуло багато підводних човнів[джерело?].